# Fluperolone
Fluperolone là một glucocorticoid corticosteroid tổng hợp không bao giờ được bán trên thị trường. Là một ester axetat của fluperolone, fluperolone axetat, ngược lại, đã được bán trên thị trường.